# 水箪竹
水箪竹（学名：Bambusa papillata），又作水单竹，为禾本科簕竹属下的一个种。

## 扩展阅读
- 維基物種上的相關：水箪竹